# Automeris cochabambae
Automeris cochabambae é uma espécie de mariposa do gênero Automeris, da família Saturniidae.
Possivelmente não se trata de uma espécie de Automeris, mas sim uma subespécie da A. chacona, a "A. c. cochabambae", segundo a revisão feita em 1971 por C. Lemaire.